# Oxyde de cérium(IV)
L'oxyde de cérium(IV) également appelé dioxyde de cérium, oxyde de cérium ou historiquement ceria, est l'un des oxydes du cérium, de formule CeO2.
Il se présente, dans les conditions normales de température et de pression (CNTP) sous la forme d'un solide jaune pâle, légèrement hygroscopique et capable d'absorber de petites quantités de dioxyde de carbone atmosphérique.
Cet oxyde de cérium peut être formé par calcination de l'oxalate de cérium ou de l'hydroxyde de cérium.
Le cérium forme aussi un autre oxyde, l'oxyde de cérium(III), de formule Ce2O3, qui est instable et s'oxyde en oxyde de cérium(IV) aux CNTP.